# رزی دی
رُزی جین دِی (به انگلیسی: Rosie Day) (زاده ۶ مارس ۱۹۹۵) بازیگر انگلیسی است. از فیلم‌ها یا برنامه‌های تلویزیونی که وی در آن نقش داشته‌است، می‌توان به برنامه تلویزیونی ساعت برنارد و ایفای نقش شخصیت مری هاوکینز در مجموعه تلویزیونی همه راه‌ها به رم ختم می‌شوند، واسپاری، غریبه و افسانه‌های واهی اشاره کرد.